# Per Winge
Per Winge (Christiania, 27 augustus 1858 – 7 september 1935) was een Noors dirigent, pianist en componist.

## Achtergrond
Per Carl Winge werd geboren binnen het gezin van politicus/zakenman Axel Winge (1827-1893) en Elisabeth Marie (Betzy) Lasson (1832-1918). De familie Lasson had al meer muzikanten voortgebracht: Christian Lasson, componist Nils Lasson en pianist/dirigent Bredo Lasson. Pers zuster Lizzie Winge was pianiste. Zowel Per als Lizzie hebben een aantal keren opgetreden met de violist Johan Halvorsen. Per Winge bleef zelf ongehuwd. In 1920 ontving hij de Kongens fortjenstmedalje, gevolgd door de Litteris et Artibusonderscheiding.

## Muziek

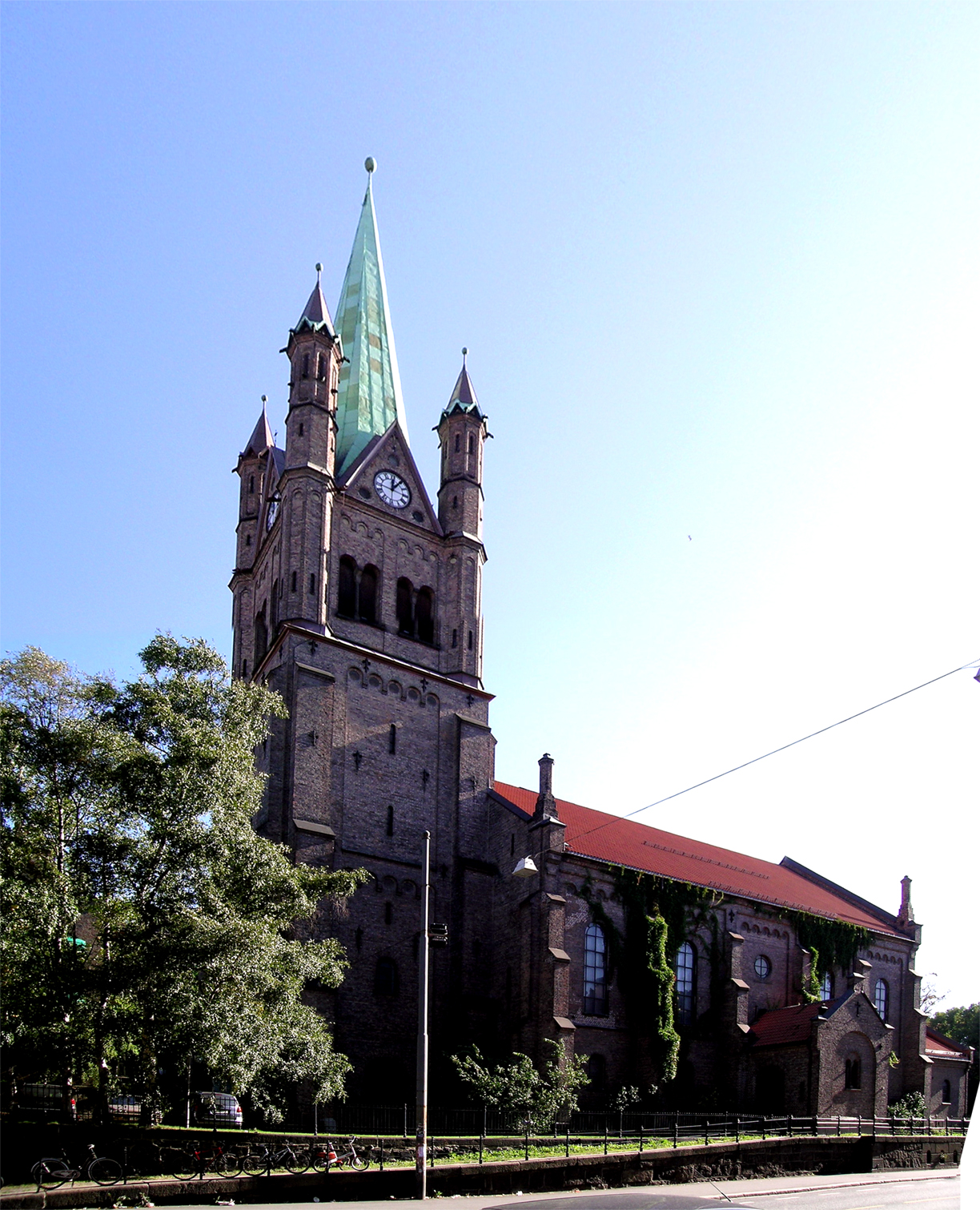
Grønland kirke

Pers vader bespeelde de cello, moeder was een nicht van componist Halfdan Kjerulf. Na de Katedralskolen begon Winge aan een opleiding tot jurist, maar maakt ook kennis met amateurmusici. Per Winge kreeg zijn muzikale opleiding in Oslo, toen Christiania. Zijn docenten waren Edmund Neupert en Otto Winter-Hjelm voor piano en Johan Svendsen voor muziektheorie. Daarna volgden studies in Leipzig en Berlijn. Op 6 november 1886 volgde er een eerste concert met zijn eigen werken.  Hij was van 1886 tot 1893  de muzikaal leider van Musikselskabet Harmonien, de voorlopen van het Bergen filharmonsike orkester. Het orkest moet bezuinigen en Winge vertrok naar Drammen om daar organist te worden van Bragernes kirke. Tevens gaf hij muziekles. In het seizoen 1893/1894 is hij de plaatsvervanger van Iver Holter bij het Musikforeningen, de voorloper van het Oslo Filharmoniske Orkester. De vijf jaren daarna zwaait hij de baton voor het orkest van het Christiania Theater. Het Christiania Theater ging over in het Nationaltheatret en dat verkoos Johan Halvorsen als dirigent. Winge ging vervolgens dirigeren bij het Centraltheatret (1899-1902). Na die periode ging hij wel werken voor het Nationaltheatert, maar dan als secretaris (1920-1907). Al avanf 1885 gaf Winge les en dat vervolgde hij van 1895 tot 1920 aan het dan pas opgerichte Conservatorium van Oslo. Van 1916 tot 1919 was hij opnieuw dirigent, maar dan van de Noorse Studentersangforeningen (Studentenkoor). Van 1912 tot 1928 was hij dirigent van het Kvinnen studenters sangforening (Dames studentenkoor) en was voorts organist van de Grønland kirke (1908-1927)

### Componist
Als componist stelde Winge niet zoveel voor. Een aantal van zijn werken wacht nog steeds op uitvoering. Hij componeerde toneelmuziek, kamermuziek, maar toch vooral liederen. Samen met Christian Sinding, Eyvind Alnæs en Agathe Backer-Grøndahl was hij rond 1900 de productiefste componist van romances. Van hem is een aantal liederen bekend zoals Kjære lille gutten min (Lieve kleine jongen van me) en Jeg synger for min lille venn (Ik zing voor mijn kleine vriend). Uiteraard ontbreken liederen voor (dames)koor niet in zijn oeuvre. Enkele andere werken:
- opus 3: Pianotrio
- opus 4: Vijf liederen met pianobegeleiding
- Novelette
- Femtonige smaastykker
- To I baaden
- Norske klaverskole voor born (1912)
- Qautre duettini voor twee violen en piano (1905)
- Sonatine in G majeur voor viool en piano

### Enkele concerten
- 6 november 1886: per Winge en het orkest van het Christiania Theater, aldaar:
  - Carl Maria von Weber: Euryanthe ouverture voor orkest
  - Edvard Grieg: Pianoconcert solist Lizzie Winge
  - Per Winge: Præludier opus 5 (vijf liederen) door Barbara Larssen
  - Per Winge: Vier liederen opus 6, door Thorvald Lammers
  - Per Winge: Suite in g majeur voor orkest
- 22 mai 1888: Concert in het theater van Drammen; Per Winge achter de piano; zang door Ida Basilier-Magelssen, viool: Johan Halvorsen

- Bibsys: 90562652
- Gemeinsame Normdatei: 1273660366
- International Standard Name Identifier: 0000 0000 2165 6827
- Library of Congress Control Number: n81004408
- MusicBrainz: a0899bda-e3cb-4f64-b56c-649cd7091e72
- Nederlandse Thesaurus van Auteursnamen: 185347045
- Virtual International Authority File: 60393099
- WorldCat: E39PBJcBXPkxj3Hf8JyP4GrXh3